# Henning Frederik Feilberg
 Der er flere personer med dette navn, se Henning Frederik Feilberg (flertydig).
Henning Frederik Feilberg (6. august 1831 i Hillerød – 8. oktober 1921 i Askov) var en dansk forfatter, folkemindeforsker (folklorist) og sognepræst. Han var søn af sognepræst Nicolai Laurentius Feilberg (1806-1899) og Conradine Antoinette Caroline, født Købke (1809-1856), sidstnævnte var en ældre søster til den velkendte kunstmaler Christen Købke (1810-1848).
Feilberg modtog Ridderkorset og Sølvkorset, og er udnævnt til Kommandør af Danebrog 2. Grad

## Opvækst
Som treårig flyttede han med sine forældre til Vester Vedsted ved Jyllands vestkyst, hvor hans far N.L. Feilberg skulle være præst. Voksede op her midt i den befolkning, han senere har omfattet med så dyb en forståelse og sympati. Efter at han 1849 var blevet student fra Ribe Katedralskole og 1855 teologisk kandidat, kom han allerede i forsommeren 1856 som kapellan i huset hos sognepræsten i Store Solt ved Flensborg, ~Eiler Henning Hagerup,, den fortjente forfatter af «Det danske Sprog i Angel», og samlivet med denne gav hans barndoms sans for iagttagelse af almuens liv og mål ny næring.
Efter en rejse til England og Skotland, hvorfra han hjembragte et stærkt indtryk af C.H. Spurgeon, af hvem han senere oversatte «Tolv Prædikener» (1862), blev han 1859 udnævnt til sognepræst i Valsbøl , Flensborg Amt, og fandt her og i Store Vi, hvortil han i 1862 blev forflyttet, lejlighed til at vise sit ualmindelige kendskab til livet i Sønderjyllands fattige egne i sine livlige skildringer «Fra Heden», der først blev optaget i «Slesvigske Provinsialefterretninger» 1863, men senere fremkom som egen bog (1863).

## Krigen 1864
Så kom krigen, 2. Slesvigske Krig. Feilberg, der 1860 havde ægtet Louise Anna v. Nutzhorn (født 6. juli 1831), datter af praktiserende læge i København Ditlev Andersen v. Nutzhorn og Charlotte Cathrine født Feilberg, blev afsat fra sit embede i maj 1864, og der fulgte nu nogle trange år, hvori han bl.a. en tid var konstitueret kateket – hjælpepræst, der underviste skolebørn i kirken – ved Frue Kirke i Odense og førstelærer ved byens betalende borgerskole, men endelig kom hans sind så meget i ro efter begivenhederne i 1864, at han atter kunne tænke på at søge embede og udnævntes i 1869 til sognepræst for Brørup-Lindeknud, Ribe Stift, hvorfra han 1876 blev forflyttet til Darum-Bramminge i samme stift.

## Dansk Bondeliv(1889)
Her, i Darum, er det, at han ved siden af sin embedsgerning har udfoldet en litterær virksomhed så overraskende og så fortjenstfuld, som det kun sjældent falder i en landsbypræsts lod.
I flere bidrag til tidsskrifter slog han atter ind på den vej, han havde betrådt med sin bog Fra Heden, og den sidste, modneste frugt af denne side af hans virksomhed foreligger i Dansk Bondeliv (1889), der med hans dybe forståelse af den vestjyske almue og hans indtrængende kendskab til dens indre og ydre liv er blevet af blivende betydning.

## Bidrag til en Ordbog over jyske Almuesmaal
Men hans arbejdskraft har evnet at spænde over endnu et felt. 1882 fremkom han med en Plan for en Ordbog over jysk Folkemaal, som i det hele vandt bifald hos alle
sagkyndige, og efter denne fortræffelige plan har han med benyttelse blandt andet af Kristen Jensen Lyngbys  samlinger fuldendt manuskriptet til et nyt, omfattende, allerede for en del trykt værk: Bidrag til en Ordbog over jyske Almuesmaal, et værk, der fortrinligt i anlæg og udførelse ikke mindst ved sin store fraseologiske rigdom hævder sin plads som den bedste dialektordbog, der hidtil – dvs. omkring år 1900 – er fremkommet i Norden.
- Thomas Hansen Erslew: Forfatter-Lexicon
- Elvius: Danmarks Præstehistorie. 1869-84 S. 93.
- Nyare bidrag till kännedom om de svenska landsmålen VI (Hæfte 33) S. cxciii ff.
- Nordisk Conversations Lexikon, 3. Udg., Suppl.
  - M. Lorenzen.

## Udvalgte udgivelser
Feilberg bidrog til oprettelsen af Dansk Folkemindesamling i 1904. Hans vigtigste folkloristiske værk er Dansk Bondeliv.
- Fra Heden, der først blev optaget i Slesvigske Provinsialefterretninger 1863, men senere fremkom som egen bog (1863).
- Dansk Bondeliv (1889)
- Henning Frederik Feilberg (1904), Jul, København: Det Schubotheske Forlag, Wikidata  Q133853556
- Bjærgtagen (1910)
- Bidrag til en Ordbog over jyske Almuesmaal (1886–1914), Feilbergs hovedværk

Om fortsættelsen af dette arbejde:   "... Hovedopgaven var fra starten at indsamle materiale til og redigere en jysk ordbog til afløsning af det imponerende, men langtfra dækkende énmandsværk af H.F. Feilberg: Bidrag til en ordbog over jyske almuesmål (1886-1914). Desuden skulle instituttet udgive et tidsskrift med særligt henblik på jysk sprog og kultur. ..." (Fra Peter Skautrup Centrets Arkiveret 29. januar 2009 hos  Wayback Machine historie, Aarhus Universitet)